# توربانا (بولیوار)
توربانا (انگلیسی: Turbana, Bolívar) نام شهری در کشور کلمبیا است.